# Sonetos a Orfeu
Os Sonetos a Orfeu (em alemão:  Die Sonette an Orpheus) são um ciclo de 55 sonetos escritos em 1922 pelo poeta boêmio-austríaco Rainer Maria Rilke (1875-1926). Foi publicado pela primeira vez no ano seguinte. Rilke, que é "amplamente reconhecido como um dos poetas em língua alemã mais intensamente líricos", escreveu o ciclo em um período de três semanas experimentando o que descreveu uma "selvagem tempestade criativa". Inspirado pelas notícias da morte de Wera Ouckama Knoop (1900–1919), colega de brincadeira da filha de Rilke, Ruth, ele os dedicou como memorial, ou Grab-Mal, em sua memória.:481
Na mesma época, em fevereiro de 1922, Rilke completou o trabalho em sua coleção profundamente filosófica e mística de dez poemas intitulada Elegias de Duino, que levou dez anos para ser concluída. Os Sonetos a Orfeu e as Elegias de Duino são considerados obras-primas de Rilke e as mais altas expressões de seu talento.

## Histórico de redação e publicação

### Château de Muzot e a "selvagem tempestade criativa"
Durante a maior parte da década de 1910, Rilke sofreu uma depressão severa que o impediu de escrever. Ele havia iniciado suas Elegias de Duino em 1912 e completado parte delas em 1913 e 1915 antes de ser silenciado por uma crise psicológica causada pelos eventos da Primeira Guerra Mundial e seu breve recrutamento no exército austro-húngaro. Somente em 1920 ele foi motivado a se concentrar na conclusão das Elegias. Nos dois anos seguintes, no entanto, seu modo de vida era instável e não lhe permitiu o tempo ou o estado mental que ele precisava para escrever.

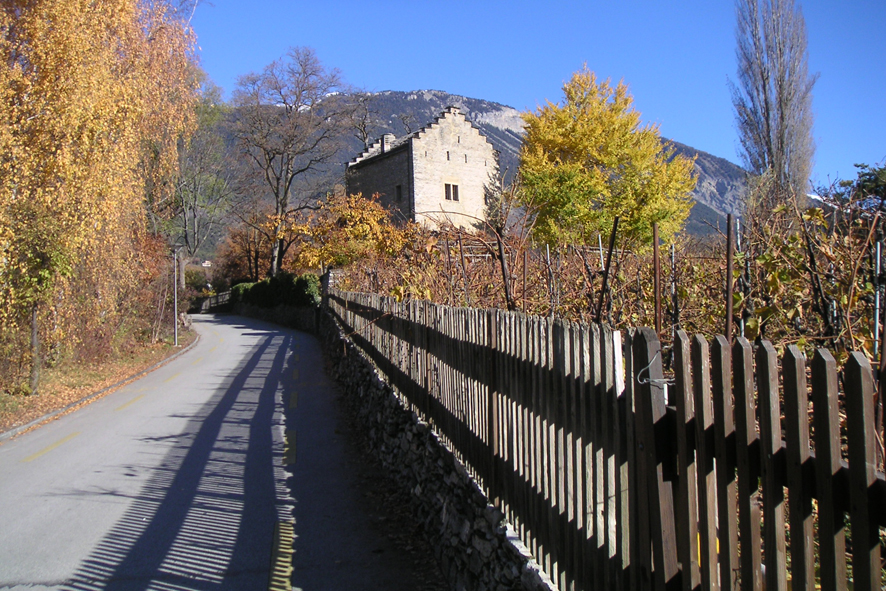
O Château de Muzot, em Veyras, na Suíça, foi onde Rilke escreveu os Sonetos a Orfeu e completou as Elegias de Duino em "uma selvagem tempestade criativa" durante três semanas em fevereiro de 1922

Em 1921, Rilke viajou para a Suíça, esperando mergulhar na cultura francesa perto de Genebra e encontrar um lugar para morar permanentemente.:p.471 Na época, ele estava envolvido romanticamente com Baladine Klossowska. A convite de Werner Reinhart, Rilke mudou-se para o Château de Muzot, uma mansão do século XIII que carecia de gás e eletricidade, localizada perto de Veyras, Vale do Ródano, Suíça.:p.474 Reinhart, um comerciante suíço e clarinetista amador, usou sua riqueza para patrocinar muitos compositores e escritores do século XX. Ele comprou Muzot para permitir que Rilke morasse lá sem aluguel e se concentrasse em seu trabalho.:p.474  Rilke e Klossowska se mudaram em julho de 1921 e, durante o outono, Rilke traduziu para alemão os escritos de Paul Valéry e Michelangelo.:p.478
Com as notícias da morte da amiga de sua filha, Wera Knoop, Rilke foi inspirado a criar e trabalhar em Sonetos a Orfeu.:p.481 Dentro de alguns dias, entre 2 de fevereiro e 5 de fevereiro de 1922, ele completara a primeira seção de 26 sonetos. Nos dias seguintes, concentrou-se nas Elegias de Duino, completando-as na noite de 11 de fevereiro. Imediatamente depois, ele voltou a trabalhar nos Sonetos e completou a seção seguinte de 29 sonetos em menos de duas semanas. Em cartas aos amigos, Rilke se referiu a esse período de três semanas como uma "selvagem tempestade criativa". Rilke considerou as duas coleções como tendo "a mesma origem". Escrevendo para sua ex-amante, Lou Andreas-Salomé, em 11 de fevereiro, ele descreveu esse período como "... uma tempestade sem limites, um furacão do espírito, e tudo o que há dentro de mim é como fios e entrelaçamentos, treliça, tudo rachado e retorcido. Nenhum pensamento em comida".:p.492 
Em todo o Sonetos, há diversas referências a Wera, tanto diretamente onde ele a aborda pelo nome quanto indiretas como alusões a uma "dançarina" ou à mítica Eurídice. Mais tarde, Rilke escreveu à mãe da jovem, afirmando que o fantasma de Wera estava "comandando e impelindo" ele a escrever.

## Forma e estilo

### Os sonetos
Existem 55 sonetos na sequência, divididos em duas seções: a primeira de 26 e a segunda de 29. Os sonetos seguem certas tendências, mas incluem muitas formas diferentes.
Todos os sonetos são compostos por dois quartetos seguidos por dois tercetos, no estilo de soneto italiano difundido por Petrarca.

A tradição do soneto não é tão pronunciada na literatura alemã quanto é, por exemplo, na literatura inglesa e italiana. Um possível modelo para Rilke poderia ter sido Les Fleurs du Mal, de Charles Baudelaire. Formar poemas em ciclos inteiros era bastante comum na prática contemporânea, sendo as obras de Stefan George, Arthur Rimbaud e Stéphane Mallarmé exemplos disso. Rilke não segue os padrões formais do soneto alemão criado por August Schlegel. Os esquemas de rima variam e são geralmente ABAB CDCD ou ABBA CDDC nos quartetos, e EEF GGF, EFG EFG ou EFG GFE nos tercetos. Os sonetos também possuem métricas, mas elas variam muito entre os poemas; dáctilo e troqueu são os pés mais comuns, com o comprimento da linha variando bastante, às vezes até dentro de um soneto em particular. Devido ao uso frequente de enjambement, Rilke rompe a estrutura dos versos. Dificuldades na compreensão do texto surgem de pronomes sem referência clara. Assim começa, por exemplo, o terceiro soneto da primeira parte:
| Ein Gott vermags. Wie aber, sag mir, soll ein Mann ihm folgen durch die schmale Leier? Sein Sinn ist Zwiespalt. An der Kreuzung zweier Herzwege steht kein Tempel für Apoll. | Um Deus é capaz. Mas diga-me, como pode um homem segui-lo pela estreita lira? Sua mente está dividida. No cruzamento de dois caminhos do coração, não há templo para Apolo. |

É deixado para interpretação se "sua mente" se refere a Deus ou ao homem.

### Simbolismo e temas
O conteúdo dos sonetos é, como é típico de Rilke, altamente metafórico. O trabalho é baseado no mito de Orfeu e Eurídice. O personagem de Orfeu (a quem Rilke se refere como o "deus da lira") aparece várias vezes no ciclo, assim como outros personagens míticos, como Dafne. Fontes para tal são principalmente as Metamorfoses de Ovídio e, em menor medida as Geórgicas de Virgílio. O princípio das transformações ovidianas também pode ser encontrado dentro e principalmente entre os sonetos. Durante o primeiro soneto do canto órfico, o discurso da floresta e dos animais é "transformado" em uma garota no segundo soneto: E quase uma garota foi quem emergiu / dessa alegre unidade de canto e lira... Durante o segundo soneto, o foco muda da menina para o mundo: Ela dormiu o mundo... O ciclo também contém alusões bíblicas, incluindo uma referência a Esaú. Outros temas envolvem animais, povos de diferentes culturas e tempo e morte.
Enquanto Rilke invoca o poeta original Orfeu, uma auto-reflexão poética ocorre ao mesmo tempo. Ele frequentemente aborda as condições da poesia, a natureza da arte: Canto é ser. Para o deus, uma questão simples. / Mas quando somos? (I, 3) Uma solução para esses problemas pode ser encontrada no quinto soneto da primeira parte, onde Rilke exclama: Uma vez e sempre é Orfeu, quando quer que haja música (I,5). Isso significa que o poema sempre possui uma qualidade divina, pois o poeta está em sucessão direta ao filho das Musas.
Embora Rilke tenha afirmado que todo o ciclo foi inspirado por Wera, ela aparece como personagem em apenas um dos poemas. Ele insistiu, no entanto, que "a própria figura de Wera [...] no entanto governa e move o curso do todo".  
Em maio de 1922, depois de decidir que poderia arcar com o custo de uma considerável reforma necessária, o filantropo suíço Werner Reinhart comprou Muzot para que Rilke pudesse morar lá sem aluguel e tornou-se patrono de Rilke. Ele completou as Elegias Duino enquanto inquilino de Reinhart. Durante esse período, Reinhart apresentou Rilke ao seu protegido, o violinista australiano Alma Moodie. Rilke ficou tão impressionado com a peça que escreveu em uma carta: "Mas que som, que riqueza, que determinação. Essa e os Sonetos para Orfeu, eram duas cordas da mesma voz. E ela toca principalmente Bach! Muzot recebeu seu batizado musical..."

## Crítica
Desde o início, houve críticas aos sonetos de Rilke. Assim, já em 1927, Robert Musil descreveu Rilke como o poeta que "nada fez além de aperfeiçoar o poema alemão pela primeira vez", mas limitou esse julgamento às Elegias de Duino como o auge da criação artística, e descreveu os Sonetos a Orfeu de Rilke como uma "queda excepcional que o trabalho de Rilke sofre". O que Wolfram Groddeck se referiu em seu posfácio à edição do Reclam como um "dilema da leitura crítica" foi resultado do texto intransigente, que resiste à simples interpretação. Ao mesmo tempo, a qualidade da expressão lírica constitui, sem dúvida, um destaque da história poética alemã. Assim, as críticas aos sonetos frequentemente oscilam entre a suposição de uma primazia sônica sobre o nível semântico e uma afirmação incondicional do ciclo. 

## Exemplos de texto

### Primeiro soneto

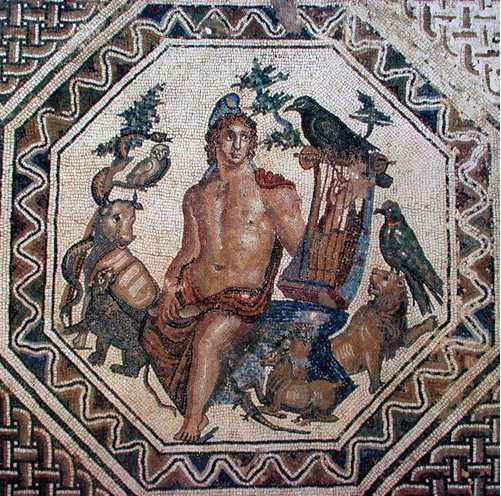
O título da obra, assim como muitos dos sonetos internos, pertencem ao mito grego antigo de Orfeu. Aqui ele é retratado com sua lira, encantando animais selvagens da floresta.

| Da stieg ein Baum. O reine Übersteigung! O Orpheus singt! O hoher Baum im Ohr. Und alles schwieg. Doch selbst in der Verschweigung ging neuer Anfang, Wink und Wandlung vor. Tiere aus Stille drangen aus dem klaren gelösten Wald von Lager und Genist; und da ergab sich, daß sie nicht aus List und nicht aus Angst in sich so leise waren, sondern aus Hören. Brüllen, Schrei, Geröhr schien klein in ihren Herzen. Und wo eben kaum eine Hütte war, dies zu empfangen, ein Unterschlupf aus dunkelstem Verlangen mit einem Zugang, dessen Pfosten beben, - da schufst du ihnen Tempel im Gehör. | Lá ergueu-se uma árvore. Ó pura transcendência! Ó Orfeu canta! Ó alta árvore no ouvido! E tudo estava silente. Mas mesmo neste silêncio procedeu novo começo, sinal e transformação. Criaturas da quietude se apressaram afora da clara desvendada floresta da toca e ninho; e aconteceu que não pela astúcia e não pelo medo tornaram-se eles tão quietos, mas simplesmente pelo ouvir. Berro, grito, rugido pareciam pequenos em seus corações. E justo quando mal havia uma cabana para receber isso, um abrigo do mais sombrio anseio com uma entrada, cujos postes tremiam, - então tu criastes a eles um templo na audição. |